# Bentley State Limousine
Bentley State Limousine — автомобиль представительского класса, разработанный и выпущенный в 2002 году в количестве двух штук британской автомобилестроительной компанией Bentley Motors Limited. 4 июня 2002 года они были подарены королеве Великобритании Елизавете II в честь 50-летнего юбилея её восхождения на трон.
Автомобиль оснащён 6,75-литровым V-образным 8-цилиндровым двигателем с двойным турбонаддувом от версии Arnage R мощностью 400 л. с. (300 кВт) и 835 Нм крутящего момента. Его максимальная скорость составляет 210 км/час. В январе 2009 года было объявлено, что оба Bentley State Limousine будут приспособлены для работы на биотопливе.
Стоимость каждого автомобиля оценивается примерно в 10 миллионов фунтов стерлингов.

## Дизайн
В нижней части, чуть ниже линии окна, автомобили окрашены в бордовый цвет, а крыша у них чёрная — такая расцветка характерна для всех правительственных автомобилей Великобритании. На задних дверях — маленькие эмблемы королевы. У обоих автомобилей стеклянные крыши. Они могут быть прикрыты в задней части непрозрачными чёрными крышками, оставляющими только небольшое заднее окно с закруглёнными углами. Если крышки не используются, они хранятся в багажнике. Требование королевского дома к разработчикам состояло в том, чтобы окна были слабо затонированы, чтобы королеву было видно. В отличие от других правительственных автомобилей, окна в Bentley State Limousine могут быть полностью опущены. Эта функция также используется королевой. Задние двери открываются против хода движения, что должно облегчить выход даже с головными уборами.
Во время официальных выездов королевы на радиаторе автомобиля вместо стандартного устанавливается её персональный маскот — фигурка Святого Георга, поражающего змея. Дизайн маскота был разработан знаменитым британским художником Эдуардом Сиго. Во время визитов королевы в Шотландию используется маскот в виде серебряной фигурки льва, ранее принадлежавшей королеве-матери. Маскотом же герцога Эдинбургского, супруга королевы, является геральдический лев, увенчанный короной. Лимузины оснащены мигающими синими огнями, двумя в радиаторной решётке и двумя на переднем бампере. Государственные лимузины не имеют номерных знаков.
Салон отделан натуральной кожей и деревом. Дизайн передней панели аналогичен таковому в Bentley Arnage. В дополнение к четырём фиксированным сиденьям есть два складных сиденья, расположенных спиной по направлению движения, позади салонной перегородки, отделяющей пассажирскую зону от водителя.

## Эксплуатация
Машины, используемые в торжественных случаях со средней скоростью 14 км/ч, рассчитаны на срок службы 25 лет или 125 000 миль пробега.
Bentley State Limousine используется только на официальных событиях, и всегда в сопровождении местных полицейских машин и мотоциклов. Королева также использует его для поездки до церкви. Находясь за границей, королева может использовать другие автомобили.